# 1972년 하계 스페셜 올림픽
제3회 하계 스페셜 올림픽 세계 대회는 1972년 8월 13일부터 8월 18일까지 미국 로스앤젤레스에서 열린 스페셜 올림픽이다.